# Пука
Пука (на албански: Puka) e град в Албания. Населението му е 3607 жители (2011 г.). Намира се в часова зона UTC+1. Пощенският му код е 4401, а телефонния 0212. МПС кодът му е PU.